# Svartmaskad solitärtrast
Svartmaskad solitärtrast (Myadestes melanops) är en fågel i familjen trastar inom ordningen tättingar.

## Utseende och läte
Svartmaskad solitärtrast är en medelstor, slank trast. Könen är lika, med helt grå fjäderdräkt, svart ansikte, svarta vingar och orange på näbb och ben. Ungfåglar är brunare och fläckiga, men känns igen på formen, den rätt lilla näbben och det mörka ansiktet. Sången är mycket vacker, en flöjtande, eterisk serie.

## Utbredning och systematik
Fågeln förekommer i bergstrakter i Costa Rica och västra Panama (österut till Veraguas). Den behandlas som monotypisk, det vill säga att den inte delas in i några underarter.

## Levnadssätt
Svartmaskad solitärtrast hittas i bergsskogar. Där undgår den ofta upptäckt och är inte särskilt aktiv. Den ses oftast under födosök i fruktbärande träd.

## Status
Arten har ett begränsat utbredningsområde. Den tros också minska i antal, dock inte tillräckligt kraftigt för att anses vara hotad. IUCN kategoriserar den som livskraftig. Beståndet uppskattas till i storleksordningen 50 000 till en halv miljon vuxna individer.